# Prénatal
Prénatal is een Nederlandse winkelketen, met 37 vestigingen (2025), gericht op jonge ouders en hun (aanstaande) kind(eren). De eerste winkel werd in 1959 in Groningen geopend door  de zus en -broers Meijer: Trees, Henk en Remko, naar Frans voorbeeld. De keten werd in 2006 overgenomen door de Italiaanse Artsana Group en in 2023 gekocht door Mutares.
Naast de Nederlandse keten is er een gelijknamige internationale keten (Prénatal S.p.a.) gevestigd in Milaan. Deze keten kent winkels in Europa en Zuid-Amerika. Sinds de overname door Artsana behoren de twee ketens wel tot hetzelfde bedrijf.

## Activiteiten
Prenatal heeft 37 winkels verspreid over heel Nederland. De winkels bestaan uit mega- en citystores en boutiques en verder is er online de Prénatal webshop. Het bedrijf verkoopt onder meer zwangerschaps-, baby- en peuterkleding, kinderverzorgingsproducten en speelgoed. Bij Prénatal werken 525 medewerkers, waarvan 410 in de verkoopvestigingen en 115 op het hoofdkantoor in Amersfoort.
Retail Network ontstond in 2002, nadat bestuurders van een aantal werkmaatschappijen van Vendex KBB voor zichzelf begonnen. In 2006 verkocht Retail Network de Nederlandse Prénatal-winkels aan het Italiaanse familiebedrijf Artsana. Artsana was zeer vertrouwd met het merk en bezat al 330 Prénatal-winkels in Zuid-Europa en Mexico in handen en kreeg er met de overname nog eens 74 Nederlandse filialen bij. Alle werknemers gingen over naar de nieuwe eigenaar.
Artsana behaalde over 2022 een omzet van bijna 2 miljard euro, maar leed een bescheiden verlies van 14 miljoen euro. In hetzelfde jaar realiseerde Prénatal Nederland een omzet van 92 miljoen euro. In november 2023 werd bekend dat het Duitse investeringsfonds Mutares de Prénatal winkels en webshop in Nederland gaat overnemen. De Prénatal Retail Group, nog onderdeel van Artsana, behoudt wel alle rechten op de Prénatalmerken en gaat hiervoor een lange termijn licentieovereenkomst aan met Prénatal Nederland.

## Geschiedenis
De oprichters Trees, Henk en Remko groeiden op in het manefacturenbedrijf van hun ouders Pieter en Trijntje Meijer. In 1947 treedt alleen Remko toe tot het bedrijf van zijn vader. In 1949 treedt ook broer Henk tot het bedrijf toe. Het jaar erop verhuist het en de naam wijzigt van Meijer en Zonen, naar Textielhuis Meijer. Er volgt ook meteen een uitbreiding van het assortiment: van alleen stoffen, naar Damesmode, corsetartikelen, onderkleding en Babijgoed.
In 1955 treedt ook Trees tot het bedrijf toe, omdat zij samen met haar broers een nieuwe winkel wil beginnen. In de Libelle heeft zij gelezen over de Franse winkelketen Prénatal. In deze winkel verkopen ze alles voor de zwangere vrouw en het jonge kind, inclusief positiekleding en babybenodigdheden zoals commodes. Om dezelfde naam te mogen gebruiken hebben de broers in Parijs een licentie moeten halen. De eerste winkel werd in 1956 geopend. In de winkel was ook kleding uit Frankrijk te koop, omdat er direct contact bleef met de Franse Prénatal en de Fransen hadden ook voorwaarden aan de mogelijke verkoop van de licentie gesteld. Een van de voorwaarden was dat alle kleding uit Frankrijk moest komen. In 1957 wordt een tweede filiaal geopend in de P.C. Hooftstraat in Amsterdam. Dit filiaal wordt al snel de hoofdvestiging en de vestiging in Groningen het tweede filiaal. De naam van het bedrijf wijzigde wederom. Het bedrijf P. Meijer & Zonen kreeg als handelsnaam Moeder en Kind.
In 1959 werd de officiële naam "Moeder en Kind" N.V. Ook is bekend dat dat jaar Trees een confectieatelier in het voormalige station van Ulrum heeft. In dat jaar heeft Trees ook het rompertje bedacht. In 1960 verhuisde het atelier naar Groningen. Dat jaar werd er in Amsterdam aan de Oude Brugsteeg een hoofdkantoor geopend. Omdat het pand ook een pakhuis is, werden er ook producten in opgeslagen.
In 1960 start het bedrijf ook met postorders, hierbij werd ook altijd de mogelijkheid gegeven om het kledingstuk op afbetaling aan te schaffen. Hiertoe werden ook advertenties in omroepbladen geplaatst. Vanwege het grote aantal wanbetalers komt de postorderafdeling, waar ook het op afbetaling kopen werd verwerkt, in 1974 te vervallen. Ook krijgen alle franchisenemers en vestigingen te horen dat zij niet langer op afbetaling mogen leveren.
In 1963 is Prénatal het eerste bedrijf in Nederland dat celstof uit Zweden importeert en hier luiers van maakt. Per pak van 2,5 kg konden er ongeveer 100 luiers gemaakt worden. In de winkels komen ook artikelen die in andere landen bij Prénatal niet in de winkel maar in apotheken en drogisterijen liggen. In de Nederlandse winkels komen onder andere tepelbeschermers, borstpompen en luchtbevochtigers voor in de babykamer. In de zomer van 1965 start de winkelketen met een zegelspaaractie. De volle spaarkaarten zijn beperkt houdbaar, maar voordat zij vervallen worden zij in de loop der jaren wel meer geld waard. Per 5 gulden kan de klant voor 1 gulden een zegel kopen, een volle spaarkaart is dan 24 gulden waard, na 5 jaar is dezelfde kaart 30 gulden waard, maar een jaar later is de kaart verlopen.
In 1969 start de Prénatal met franchisenemers. In Frankrijk bestond dit systeem al langere tijd en ging eind jaren '70 over de kop. Omdat de franchisenemers daar maximaal 15% van de omzet in eigen beheer mochten inkopen en zich daar niet aan hielden. In Nederland wordt besloten om op dezelfde manier als de Hema te gaan franchisen: alles centraal en dus geen eigen inkoop.
In 1971 zijn er tientallen winkels in Nederland, maar dat jaar wordt ook een vestiging onder de naam Baby’s Boutique geopend op Sint-Maarten. Op een speelgoedbeurs in Milaan wordt de tricotluier getoond en Prénatal schaft een gros van de luiers aan. Meer dan 10 jaar zal de winkel in Nederland een monopolie op dit type luier houden. In 1974 wordt begonnen met het tijdschrift Wij. Het tijdschrift richt zich ook op voorlichting aan de jonge en aanstaande moeders.
In 1975 breidt Prénatal Nederland uit naar België. Het Belgische bedrijf wordt door het Franse overgedragen aan Nederland, omdat de bedrijfsvoering niet goed gaat. Het volledige Belgische management wordt ontslagen en de franchisenemer van de Bossche en Osse winkels wordt aangesteld als algemeen directeur in Brussel. De inkooporganisatie uit Nederland neemt vlak bij het Belgische hoofdkantoor (aan de Potaardestraat) een eigen kantoor. Ondanks de inzet van de Nederlandse leiding loopt de Belgische organisatie moeilijk. Bij de inkoop van o.a. Zwitsal zal blijken dat dit merk in verschillende landen ook verschillende verkoopcijfers hanteert. Omdat de Nederlandse en Belgische inkoop vrijwel gecombineerd is, zal Prénatal hier wel profijt van hebben: als de prijs voor de Belgisch inkoop goedkoper is gemaakt, dan koopt die tak ook voor de Nederlandse tak in. Dit jaar opent ook Prémaman twee vestigingen in Nederland. Deze internationale keten telde in 1985 meer dan 300 winkels in 45 landen. Prénatal start een kort geding omdat de namen te veel op elkaar lijken. Prémaman werd door de rechter gedwongen om in Nederland een andere naam te dragen. In 1977 wil Frankrijk definitief af van de Belgische tak. Het wordt voor 1 gulden aangeboden aan Nederland, maar het aanbod wordt afgeslagen. Prénatal België wordt opgeheven en Nederland houdt de licentie voor de gehele Benelux.
Omdat de broers Meijer al hun aandelen in 1977 verkopen aan Prénatal Frankrijk komen zij in loondienst. Henk, de oudste, als algemeen directeur en Remko als financieel directeur. Andries van den Berg, de man van Trees, was tot dan toe als accountant betrokken, wordt ook voor zijn diensten bedankt. Nog datzelfde jaar stuurt Henk zijn jongere broer de laan uit. De broers kregen meningsverschillen en verschillen in zienswijze die niet langer te overbruggen waren. In december van hetzelfde jaar verhuist het hoofdkantoor naar Almere. In 1978 komt het winkelbedrijf door het vertrek van Remko in de problemen. Er ontstaan spanningen tussen het management en de directeur. De commissarissen beslissen dat Henk per 31 december 1979 ontslagen zal worden. Het ontslag van zijn broer was nog niet bekrachtigd en dat contract zal op dezelfde datum als dat van zijn broer ontbonden worden.
In 1980 zijn de financiële problemen voor alle Prénatalvestigingen zo ernstig dat de enige aandeelhouder, Banque de Paris et des Pays-Bas, alle meer dan 1200 vestigingen te koop zet. Omdat er geen koper voor alle winkels komt, zet de bank later alle landen afzonderlijk te koop. Henk Meijer is nog wel in dienst en wordt onder curatele gezet door de gedelegeerde commissaris. Tussen 1980 en 2006 zijn er 23 directeuren geweest die elkaar soms zeer snel hebben opgevolgd, waardoor er meerdere directeuren in één jaar zijn geweest. Hobo Faam wijzigt de naam in 1987 naar RetailNet. In 1993 wordt Prénatal overgedaan aan KBB en RetailNet wordt opgeheven. KBB wordt in 1999 opgekocht door Vendex, waarna dat bedrijf Vendex KBB zal gaan heten. In 2002 werd de keten overgenomen door Retail Network, waarna er een reorganisatie plaats vond, waarbij er ook een nieuwe handelsfilosofie werd ontwikkeld. Deze nieuwe filosofie werd na overname door Artsana (in 2006) gebruikt om de keten in Noord-Europa te kunnen gaan introduceren.
In Amersfoort werd er naast de A1 in 2013 een nieuwe winkel geopend waar de beleving het belangrijkste is. In het gebouw werd ook het nieuwe hoofdkantoor gevestigd. In Prénatal Hearts zijn ook andere bedrijven met zwangerschapsspecialisaties gevestigd.
In 2019 plaatste de winkelketen in 46 winkels bestelzuilen, zodat klanten in de winkel producten kunnen bekijken en daarna thuis laten bezorgen. Sinds december 2019 zijn er in Limburg vanwege een gebrek aan geboortes alleen megastores in de provincie en is de city store gesloten.
In oktober 2023 verdwijnen er 24 banen op het hoofdkantoor. De personeelsreductie is bedoeld om kosten te besparen, de efficiëntie te verbeteren en sneller en beter in te spelen op de veranderde marktomstandigheden.

## Dochterondernemingen
In 1963 wordt in Joegoslavië Agros N.V. de eerste dochteronderneming van Prénatal opgericht. Het bedrijf zal meubelen exclusief voor het moederbedrijf maken. In 1967 volgt een tweede dochterbedrijf, ditmaal wordt de naam van het Zwitserse Atelier 49 A.G. overgenomen en vernederlandst. Dit ging in overleg, omdat het Zwitserse bedrijf niet meer aan alle orders kon voldoen. De productie wordt gedeeltelijk overgenomen en er wordt ook nieuwe productie met eigen dessins gestart.
In 1969 richt Henk Meijer een eigen bedrijf op met een (voormalige) medewerker. Dit bedrijf zal, voor zover bekend, uitsluitend leveren aan Prénatal en aan gegoede dames. Het bedrijf draagt de naam Confectie-Atelier Future Maman en vervaardig geconfectioneerde dameskleding. In 1977 wordt het bedrijf een volle dochteronderneming van Prénatal.
Het bedrijf richt in 1973 de winkelketen Prétien op, een kledingwinkel voor kinderen van 2 tot 10 jaar oud. Op 2 oktober dat jaar breekt er brand uit bij de Nederlandsche Lucifers Handelsmaatschappij, welke naast het hoofdkantoor aan de Zoutkeetsgracht in Amsterdam staat. De dag nadat de brand is uitgebroken is er al een nieuw kantoor gevonden aan de Planciusstraat. Het volledige hoofdkantoor en het atelier verhuizen hierheen. Na deze verhuizing worden alle dochterondernemingen besloten vennootschappen met één commissaris: Henk Meijer. De eigen positiekleding productie in het atelier wordt stopgezet en voortaan wordt er alleen nog geïmporteerd.
Het bedrijf Quint wordt in 1977 gekocht door Prénatal. Agros wordt nog geen jaar later opgeheven omdat het niet langer als een succesvol bedrijf wordt ervaren. Atelier 49 wordt per 1 april omgedoopt in Bébé-jou. Deze dochter wordt, ondanks dat het de enige winstgevende dochteronderneming is, in 1980 door dan eigenaar Hobo Faam verkocht aan een Zwitsers bedrijf.
Henk Meijer wilde, terwijl hij vanwege zijn ontslag onder curatele stond, ook de keten het Kinderparadijs overnemen. Door de curatele kon dat niet, wat er in 1983 voor zorgde dat de inmiddels failliete keten zonder problemen overgenomen kon worden. Op 31 maart 1983 werden in Amsterdam en Drachten de winkels van De Babyhallen geopend, de aangekochte keten was in de tussentijd dus omgedoopt om een echte nieuwe start te maken. Deze keten werd als discountketen in de markt gezet. Rond 1988 waren er 60 winkels in België en Nederland.

## Veiligheid
Prénatal heeft meerdere producten uit de handel gehaald omdat het bedrijf deze niet langer als veilig beschouwt. Onder andere bedtuigjes, trappellakens en dekenklemmen worden uit de winkels gehaald, terwijl concurrenten ze nog blijven verkopen. De winkelketen wordt ook gevraagd zitting te nemen in een Europese commissie die over veiligheidsnormen gaat.